# FSV Wacker 03 Gotha
FSV Wacker 03 Gotha is een Duitse voetbalclub uit de stad Gotha.

## Geschiedenis
De club werd in 1907 opgericht als FC Wacker Gotha en nam later de naam SV Wacker 07 Gotha aan. Vanaf 1915 speelde de club in de Wartburgse competitie en werd de eerste kampioen. Hierdoor kon de club deelnemen aan de eindronde om de Midden-Duitse titel. Na een 3-0-overwinning op SpVgg Erfurt verloor de club in de halve finale van Borussia Halle. In 1917 won de club alle tien de competitiewedstrijden. De kampioen mocht echter niet meer rechtstreeks naar de eindronde, maar in Thüringen kwam er eerst een eindronde om de algemene titel. De club verloor in de eerste ronde van 1. SV Jena. Ook in 1918 won de club alle zeven wedstrijden en had een duizelingwekkend doelsaldo van 69:3. In de Thüringse eindronde verloor de club van Erfurter SC 1895. 
In 1918 werd de competitie hervormd en gingen uit Wartburg SV 1901 en Wacker 07 in de nieuwe Thüringenliga spelen, die in 1919 omgevormd werd tot Kreisliga Thüringen en waarvoor de club zich niet plaatste. In 1921 werd de club tweede achter SV 1899 Mühlhausen en miste zo de promotie. In 1922 werd de club wel kampioen en promoveerde naar de Kreisliga, waar de club derde werd in zijn groep. Na dit seizoen werd de Kreisliga afgevoerd en werden de competities van voor 1918 in ere hersteld. De club ging nu in de Gauliga Wartburg spelen. De volgende jaren eindigde de club steevast in de middenmoot en speelde geen rol van betekenis tot ze in 1933 kampioen werden. In de eindronde verloor de club in de eerste ronde van Wacker Gera. De club werd wel op het juiste moment kampioen, want na dit seizoen werd de competitie grondig hervormd. De vele Midden-Duitse competities werden vervangen door de Gauliga Mitte en Gauliga Sachsen. Echter werd de club niet sterk genoeg bevonden voor de Gauliga Mitte en moest de club naar de Bezirksklasse Thüringen. Na een negende plaats degradeerde de club in 1935 naar de Kreisklasse Wartburg. De club slaagde er niet meer in te promoveren.
Na het einde van de Tweede Wereldoorlog werden alle Duitse voetbalclubs ontbonden. De club werd heropgericht als SG Gotha en nam later de naam SG Vorwärts Gotha aan. In 1950 werd dan de naam SG Motor Gotha aangenomen. In 1958 promoveerde de club naar de II. DDR-Liga, de derde klasse, maar degradeerde na één seizoen.
Na de Duitse hereniging werd de naam in SV Motor Gotha veranderd alvorens in 1993 opnieuw de historische naam SV Wacker 07 Gotha aan te nemen. In 2001 werd de club kampioen van de Thüringenliga en promoveerde naar de Oberliga, op dat moment nog de vierde klasse. In 2003 werd de voetbalafdeling onafhankelijk van de sportclub en ging verder onder de naam FSV Wacker 03 Gotha. De club promoveerde in 2010 van de Thüringenliga naar de Oberliga NOFV-Süd, waar ze tot 2013 speelden. In 2014 volgde een tweede degradatie op rij. In 2016 promoveerde de club terug naar de Verbandsliga. Na twee seizoenen degradeerde de club weer.

## Erelijst
Kampioen Wartburg
1916, 1917, 1918, 1933